# Bourgogne-Fresne
Bourgogne-Fresne – gmina we Francji, w regionie Grand Est, w departamencie Marna. W 2013 roku liczba ludności wynosiła 1478 mieszkańców. 
Gmina została utworzona 1 stycznia 2017 roku z połączenia dwóch ówczesnych gmin: Bourgogne oraz Fresne-lès-Reims. Siedzibą gminy została miejscowość Bourgogne.